# Mersey (Australia)
Il Mersey è un fiume situato nella costa nord-ovest della Tasmania, in Australia.
Sul fiume vi è anche una centrale idroelettrica.